# 미사와시
미사와시(일본어: 三沢市)는 일본 아오모리현에 있는 시이다. 주일 미군 미사와 기지가 있고 여기에 소속된 군인·군무원과 그 가족 등 약 1만 명이 거주한다. 기지 주둔 부대는 미국 각 군(주로 공군) 및 항공자위대이다.
시인인 데라야마 슈지의 고향으로 그의 기념관이 있다.

## 지리
오가와라호의 남쪽 호안이 평지에 위치하고 동쪽으로 태평양과 접한다. 도시는 냉량한 해양성 기후로 시원한 여름과 폭설을 동반한 추운 겨울이 특징이다.
가장 가까운 도시는 하치노헤시이며 차로 30~40분 거리에 있다. 주변 지역은 대개 농촌이고 경치가 아름답다. 도쿄까지는 비행기로 1시간, 기차로 3시간 반, 차로 10~12시간 거리에 있다.

## 인접하는 자치체
- 가미키타군
  - 로쿠노헤정
  - 도호쿠정
  - 오이라세정
  - 롯카쇼촌

## 역사
- 1880년 9월 19일 - 모모이시촌에서 분리되었다.
- 1889년 4월 1일 - 정촌제 시행으로 미사와·아마가모리가 합병해 미사와촌이 성립하였다.
- 1948년 2월 11일 - 가미키타군 미사와촌, 로쿠노헤촌·시모다촌·우라노다테촌의 일부가 합병해 오미사와정이 성립하였다.
- 1958년 9월 1일 - 오미사와정이 개칭과 함께 시로 승격해 미사와시가 되었다.

## 경제
미사와는 지역의 공업과 상업 중심지로 기능하며 농업과 어업이 지역 경제에 부차적인 역할을 한다. 주일 미군 미사와 기지 또한 지역 경제에 커다란 영향을 미친다.

## 교통

### 철도
- 아오이모리 철도 아오이모리 철도선

### 도로
- 국도 338호선

### 항공
- 미사와 공항

## 인구
| 연도 | 인구 | ±% p.a. |
| --- | --- | ------- |
| 1950 | 24,790 | —       |
| 1960 | 36,570 | +3.96%  |
| 1970 | 35,343 | −0.34%  |
| 1980 | 39,962 | +1.24%  |
| 1990 | 41,343 | +0.34%  |
| 2000 | 42,495 | +0.28%  |
| 2010 | 41,260 | −0.29%  |
| 2020 | 39,152 | −0.52%  |
| 이 그래프는 더 이상 지원되지 않는 레거시 그래프 확장 기능 을 사용하고 있습니다. 새로운 차트 확장 기능 으로 변환해야 합니다. | |         |
| | 이 그래프는 더 이상 지원되지 않는 레거시 그래프 확장 기능을 사용하고 있습니다. 새로운 차트 확장 기능으로 변환해야 합니다. |         |

|                                              | |
| 미사와시의 전국의 연령별 인구 분포（2005년） | 미사와시의 연령·남녀별 인구 분포（2005년）                                                                                |
| ■자주색 ― 미사와시 ■녹색 ― 일본전국          | ■파랑색 ― 남자 ■빨간색 ― 여자                                                                                             |
| · 미사와시（에 해당되는 지역）의 인구추이    | |
| 일본 총무성 통계국 국세조사 결과             | |
|                                              | 이 그래프는 더 이상 지원되지 않는 레거시 그래프 확장 기능을 사용하고 있습니다. 새로운 차트 확장 기능으로 변환해야 합니다. |

## 기후
| 미사와시의 기후                                              | 미사와시의 기후 | 미사와시의 기후 | 미사와시의 기후 | 미사와시의 기후 | 미사와시의 기후 | 미사와시의 기후 | 미사와시의 기후 | 미사와시의 기후 | 미사와시의 기후 | 미사와시의 기후 | 미사와시의 기후 | 미사와시의 기후 | 미사와시의 기후 |
| 월                                                           | 1월             | 2월             | 3월             | 4월             | 5월             | 6월             | 7월             | 8월             | 9월             | 10월            | 11월            | 12월            | 연간            |
| ------------------------------------------------------------ | --------------- | --------------- | --------------- | --------------- | --------------- | --------------- | --------------- | --------------- | --------------- | --------------- | --------------- | --------------- | --------------- |
| 역대 최고 기온 °C (°F)                                       | 15.0 (59.0)     | 16.7 (62.1)     | 22.1 (71.8)     | 29.2 (84.6)     | 34.7 (94.5)     | 35.3 (95.5)     | 36.4 (97.5)     | 37.0 (98.6)     | 34.9 (94.8)     | 29.1 (84.4)     | 24.0 (75.2)     | 18.7 (65.7)     | 37.0 (98.6)     |
| 일평균 최고 기온 °C (°F)                                     | 2.3 (36.1)      | 3.2 (37.8)      | 7.3 (45.1)      | 13.5 (56.3)     | 18.2 (64.8)     | 20.5 (68.9)     | 24.3 (75.7)     | 26.3 (79.3)     | 23.6 (74.5)     | 18.1 (64.6)     | 11.5 (52.7)     | 4.9 (40.8)      | 14.5 (58.1)     |
| 일일 평균 기온 °C (°F)                                       | −1.1 (30.0)     | −0.6 (30.9)     | 2.8 (37.0)      | 8.3 (46.9)      | 13.2 (55.8)     | 16.3 (61.3)     | 20.3 (68.5)     | 22.2 (72.0)     | 19.2 (66.6)     | 13.3 (55.9)     | 7.0 (44.6)      | 1.2 (34.2)      | 10.2 (50.3)     |
| 일평균 최저 기온 °C (°F)                                     | −4.4 (24.1)     | −4.2 (24.4)     | −1.3 (29.7)     | 3.6 (38.5)      | 8.8 (47.8)      | 12.9 (55.2)     | 17.3 (63.1)     | 19.2 (66.6)     | 15.5 (59.9)     | 8.9 (48.0)      | 2.9 (37.2)      | −2.0 (28.4)     | 6.4 (43.6)      |
| 역대 최저 기온 °C (°F)                                       | −12.5 (9.5)     | −14.2 (6.4)     | −10.7 (12.7)    | −5.4 (22.3)     | 0.0 (32.0)      | 4.0 (39.2)      | 8.0 (46.4)      | 9.8 (49.6)      | 5.5 (41.9)      | −0.4 (31.3)     | −6.6 (20.1)     | −11.1 (12.0)    | −14.2 (6.4)     |
| 평균 강수량 mm (인치)                                        | 51.7 (2.04)     | 45.7 (1.80)     | 58.2 (2.29)     | 62.4 (2.46)     | 88.2 (3.47)     | 105.8 (4.17)    | 143.0 (5.63)    | 156.4 (6.16)    | 164.0 (6.46)    | 105.6 (4.16)    | 68.1 (2.68)     | 61.2 (2.41)     | 1,110.2 (43.71) |
| 평균 강수일수 (≥ 1.0 mm)                                     | 11.4            | 10.2            | 9.4             | 8.8             | 9.9             | 9.3             | 11.3            | 11.1            | 11.0            | 9.1             | 10.5            | 10.7            | 122.7           |
| 평균 월간 일조시간                                           | 119.0           | 124.0           | 170.5           | 187.2           | 192.6           | 157.7           | 137.2           | 149.7           | 145.6           | 153.0           | 126.4           | 109.1           | 1,772.1         |
| 출처: 일본 기상청 (평년값: 1991년~2020년, 극값: 1976년~현재) |                 |                 |                 |                 |                 |                 |                 |                 |                 |                 |                 |                 |                 |

## 자매 도시
- 미국 워싱턴주 위냇치
- 미국 워싱턴주 이스트위냇치